# Szulok
Szulok är ett samhälle i provinsen Somogy i Ungern. Szulok ligger i distriktet Barcs och har en area på 27,90 km². År 2020 hade Szulok totalt 641 invånare.